# إرفينغ كابلان
إرفينغ كابلان (بالإنجليزية: Irving Kaplan) هو كيميائي أمريكي، ولد في 1913، وتوفي في 1997.